# Osterwieck
Osterwieck è una città tedesca di 10 898 abitanti situata nel land della Sassonia-Anhalt.